# Andrej Zseljazkov
Andrej Zseljazkov (bolgárul: Андрей Желязков, Radnevo, 1952. július 9. – ) bolgár válogatott labdarúgó.

## Pályafutása

### Klubcsapatban
1969-ben kezdte a pályafutását a Minyor Radnevo csapatában. 1971-től 1981-ig a Szlavija Szofija együttesében szerepelt. 1975-ben az ő mesterhármasával győzték le 3–2-re a Lokomotiv Szofiját a bolgár labdarúgókupa döntőjében. 1980-ban az év labdarúgójának választották Bulgáriában. 1981 és 1984 között Hollandiában játszott a Feyenoordban, melynek színeiben bajnokságot és kupát nyert. 1984-ben visszatért a Szlavija Szofijához, ahol egy szezont töltött. Az 1985–86-os idényt Franciaországban a Strasbourg labdarúgója volt. 1986 és 1987 között a belga Beerschot együttesében szerepelt. 1989-ben a Szlavija Szofijában fejezte be a pályafutását.  

### A válogatottban
1974 és 1986 között 54 alkalommal szerepelt a bolgár válogatottban és 14 gólt szerzett. Részt vett az 1986-os világbajnokságon.

## Sikerei, díjai
Szlavija Szofija
- Bolgár kupagyőztes (2): 1974–75, 1979–80

Feyenoord
- Holland bajnok (1): 1983–84
- Holland kupagyőztes (1): 1983–84

Egyéni
- Az év bolgár labdarúgója (1): 1980